# Stożkówka drobnoowłosiona
Stożkówka drobnoowłosiona (Conocybe subpubescens P.D. Orton) – gatunek grzybów z rodziny gnojankowatych (Bolbitiaceae).

## Systematyka i nazewnictwo
Pozycja w klasyfikacji według Index Fungorum: Conocybe, Bolbitiaceae, Agaricales, Agaricomycetidae, Agaricomycetes, Agaricomycotina, Basidiomycota, Fungi.
Po raz pierwszy opisał go w 1960 r. Peter Darbishire Orton w Wielkiej Brytanii. Wskazał holotyp. Synonim: Conocybe subpubescens Kühner 1949. Polską nazwę nadał Władysław Wojewoda w 2003 r.

## Morfologia
Kapelusz
O średnicy 7–25 mm, początkowo półkulisty do dzwonkowato-stożkowatego, później stożkowato-wypukły, często z niskim garbkiem pośrodku, lekko owłosiony, higrofaniczny; w stanie wilgotnym prążkowany prawie do środka, ciemno gliniastobrązowy, jasno czerwonobrązowy, brązowy do żółtawobrązowego, po wyschnięciu szaropomarańczowy lub miodowożółty.
Blaszki
20-35, wąsko przyrośnięta do prawie wolnych, z blaszeczkami (l= 3–7), o szerokości do 2 mm, brzuchate, początkowo jasnoochrowe, później jasnopomarańczowobrązowe do jasnordzawobrązowych. Ostrza jaśniejsze, drobno kłaczkowate.
Trzon
Wysokość 30–80 mm, grubość 1,5–3 mm, cylindryczny z maczugowatą, często cebulowatą podstawą o szerokości do 5 mm, pusty. Powierzchnia wzdłużnie oprószona i prążkowana, początkowo biaława, jasnożółtawa do żółtawoochrowej, później ciemniejąca od podstawy w górę do pomarańczowożółtej, żółtobrązowej, miodowobrązowej, u podstawy ciemnobrązowa.
Miąższ
W kapeluszu o grubości do 2 mm, białawy do jasnopomarańczowego, w trzonie jasno żółtawobrązowy, u podstawy do ciemnobrązowego. Smak i zapach niewyraźny.
Cechy mikroskopowe
Zarodniki 10,5–12,5(–13) × 6–7 μm, Qe = 1,77, w widoku z boku elipsoidalne, lekko spłaszczone brzusznie, czasami prawie migdałowate, w widoku z przodu elipsoidalne i jajowato-elipsoidalne, dość grubościenne, w wodzie jasnobrązowożółte, w KOH jasnoczerwonobrązowe, pora rostkowa o szerokości do 1,8 mm, centralnie. Podstawki maczugowate, 14–22 × 9–11 μm, 4-zarodnikowe, ale zdarzają się 2-zarodnikowe. Pleurocystyd brak. Cheilocystydy 16–26 × 24 × 6–9 μm, kolbowate z szyjką o wymiarach do 3,5 × 2 μm i główką o szerokości 3,5–5 μm. Pilocystydy włoskowate, o wymiarach do 75 × 2,5 μm, rozproszone trzech rodzajów: a) kolbowate, 13–27 × 7–13 μm z szyjką do 4 × 2,5 μm i główką o szerokości 3,5–7,0 μm; b) elipsoidalne, kulisto-maczugowate, maczugowate, 8–23 × 5,5–16 μm; c) włoskowate, do 200 × 2,5 μm. Skórka składająca się z elementów kulisto-szypułkowych i gruszkowatych o szerokości 10–24 μm. Sprzążki obecne.
Gatunki podobne
Stożkówka drobnoowłosiona jest podobna do stożkówki kosmatotrzonowej (Conocybe pulchella), ale różni się nieco masywniejszymi owocnikami, bardziej płaskim kapeluszem, bardziej gęstymi blaszkami i mniejszymi zarodnikami oraz siedliskiem: s. drobnoowłosiona preferuje tereny leśne, s. kosmatotrzonowa tereny trawiaste.

## Występowanie i siedlisko
Podano stanowiska w Europie, Azji, Afryce i Ameryce Południowej. W Europie jest szeroko rozprzestrzniony, na północy jego zasięg sięga po Islandię i północne krańce Półwyspu Skandynawskiego. W Polsce podano liczne stanowiska. Aktualne stanowiska podaje internetowy atlas grzybów. Znajduje się w nim na liście gatunków zagrożonych i wartych objęcia ochroną.
Grzyby saprotroficzne naziemny występujące na resztkach roślinnych w różnego typu lasach.